# Neuroendocrinology Letters
Neuroendocrinology Letters é uma revista médica internacional revisada por pares que cobre as áreas da Neuroendocrinologia, Neurociência, Medicina e Bioquímica. Foi criada em 1979 e é publicada oito vezes por ano pela Maghira & Maas Publications. O editor-chefe é Peter G. Fedor-Freybergh (Universidade St. Elisabeth). 
De acordo com o Journal Citation Reports, o periódico tem um fator de impacto de 2016 de 0,918. O seu CiteScore é de 1,5 e o SCImago Journal Rank é de 0,264, ambos de 2020.

## Indexação
Este periódico está indexado nas seguintes plataformas:
- SciSearch® (também conhecida como Science Citation Index-Expanded)
- ISI Alerting Services
- Web of Science / Web of Knowledge
- Neurosciences Citation Index
- MEDLINE/Index Medicus
- Embase/Excerpta Medica
- Chemical Abstracts
- INIST-CNRS
- OMNI
- Scopus
- Index Copernicus